# Montrose (banda)
Montrose foi uma banda da Hard Rock americana dos anos 70, liderada pelo a experiente guitarrista Ronnie Montrose, que já havia trabalhado como músico de estúdio para grandes nomes do rock. A banda foi formada em 1973, e contava com Bill Church (baixo), Denny Carmassi (Bateria) e o vocalista Sammy Hagar, que mais tarde seria membro do Van Halen.
No final daquele ano, o grupo lançou o LP homônimo que, infelizmente, não atingiu altos postos nos charts americanos (não ficou entre os 100 primeiros), mas atingindo o 43º lugar na Inglaterra.

## História
Antes de formar a banda, Ronnie Montrose tinha sido um músico bem sucedido. Ele também foi membro da Edgar Winter Group, tocando em singles de sucesso como "Free Ride" que era do álbum They Only Come Out at Night (1972).
O line-up original durou o tempo suficiente para fazer apenas o primeiro álbum, produzido por Templeman, Montrose. O primeiro membro a sair foi Bill Church, que mais tarde foi substituído por Alan Fitzgerald para o segundo álbum da banda, Paper Money.
Hagar partiu para uma carreira solo de sucesso, que contou com ex-companheiro Bill Church como membro da banda de apoio por algum tempo. Ele se juntou ao Van Halen em julho de 1985. Após a saída de Hagar, Montrose lançou mais dois álbuns, Warner Brothers Presents... Montrose! (1975) e Jump on It, ambos com Bob James, ex-integrante do Swan nos vocais, e novo membro Jim Alcivar nos teclados. Em Jump On It Fitzgerald foi substituído no baixo por Randy Jo Hobbs.
Em 1987, Ronnie Montrose formou uma nova versão do Montrose com o cantor Johnny Edwards e o baterista James Kottak (ambos da banda Buster Brown), e Glenn Letsch no baixo. Esta versão da banda lançou um álbum, Mean.
Em 3 de março de 2012, Ronnie morreu vítima de suicídio por arma de fogo, aos 64 anos. 

## Discografia
- Montrose (1973) #133 US; #43 UK[2]
- Paper Money (1974) #65 US
- Warner Brothers Presents... Montrose! (1975) #79 US
- Jump on It (1976) #118 US
- Mean (1987)
- The Very Best of Montrose (2000)